# Bagge af Söderby
Bagge af Söderby, var en svensk, numera utdöd, adelsätt som möjligen fortlever i USA. Tidigare trodde man att denna släkt var en yngre gren av den utdöda adliga ätten Bagge av Berga nummer 118, och fick sitt adelskap förnyat av Johan III med något förändrad vapensköld. Enligt senare forskning var ättens stamfader Sven Pedersson (Bagge) inte äkta son, utan naturlig son till Peder Halstensson Bagge, varför han erhöll eget sköldebrev 1590.
Sätesgodset Söderby, i dag Sörby, ligger i Örtomta socken, i dag Linköpings kommun. Sedan senare delen av 1800-talet har ätten varit utgången i Sverige men fortlevt i USA. Det är okänt om den fortfarande existerar.

## Personer med efternamnet Bagge af Söderby
- Carl Fredrik Bagge af Söderby (1760–1828), militär, guvernör på Saint-Barthélemy